# تپه سرمله
تپه سرمله در شهرستان گیلانغرب، بخش گواور، دهستان حیدریه، ۵۵۰ متری جنوب شرقی روستای دارابادام واقع شده و این اثر در تاریخ ۲۷ اسفند ۱۳۸۶ با شمارهٔ ثبت ۲۲۳۲۸ به‌عنوان یکی از آثار ملی ایران به ثبت رسیده است.